# Зулцбах (Рајна-Лан-Крајс)
Зулцбах (њем. Sulzbach) општина је у њемачкој савезној држави Рајна-Палатинат. Једно је од 137 општинских средишта округа Рајн-Лан. Према процјени из 2010. у општини је живјело 1.847 становника. Посједује регионалну шифру (AGS) 7141129.

## Географски и демографски подаци
Зулцбах се налази у савезној држави Рајна-Палатинат у округу Рајн-Лан. Општина се налази на надморској висини од 250 метара. Површина општине износи 15,7 km². У самом мјесту је, према процјени из 2010. године, живјело 1.847 становника. Просјечна густина становништва износи 118 становника/km².